# Irinel Anghel
Irinel Anghel (n. 14 mai 1969, București) este o compozitoare română.